# Musée Joseph-Staline (Gori)
Le musée Joseph-Staline (en géorgien : იოსებ სტალინის სახელმწიფო მუზეუმი) est un musée de Gori, en Géorgie, consacré à la vie de Joseph Staline, dirigeant de l'Union soviétique, né à Gori. Le musée conserve ses caractéristiques de l'époque soviétique.

## Organisation
Le musée comprend trois sections, toutes situées sur la place centrale de la ville. Il a été officiellement dédié à Staline en 1957. Après la chute de l'Union soviétique et du mouvement indépendantiste géorgien, le musée a été fermé en 1989, mais a depuis été rouvert et constitue une attraction touristique populaire.

### Maison de Staline
Dans un pavillon de style architectural gréco-italien, se trouve une petite cabane en bois dans laquelle Staline est né en 1878 et a passé ses quatre premières années. La petite cabane a deux chambres au rez-de-chaussée. Le père de Staline, Vissarion Djougachvili, un cordonnier local, a loué la pièce située à gauche du bâtiment et a maintenu un atelier au sous-sol. Le propriétaire habitait dans l'autre pièce. La cabane faisait à l’origine partie d’une lignée d’habitations similaires, mais les autres ont été démolies.

### Musée Staline
Le corps principal du complexe est un grand palais de style gothique stalinien, créé en 1951 en apparence comme un musée de l'histoire du socialisme, mais qui devait clairement devenir un mémorial pour Staline, décédé en 1953. Les pièces exposées sont réparties en six salles, par ordre chronologique, et comprennent de nombreux objets ayant appartenu réellement ou prétendument à Staline, notamment du mobilier de bureau, des effets personnels et des cadeaux qu’il a reçus au fil des ans. Il existe également de nombreux documents, photographies, peintures et articles de journaux. La présentation se termine par l’un des douze exemplaires du masque mortuaire de Staline.
L'impression générale est celle d'un sanctuaire pour un saint laïque.

### Voiture de chemin de fer de Staline
La voiture de chemin de fer personnelle de Staline se trouve sur un côté du musée. La voiture verte Pullman, qui est blindée et pèse 83 tonnes, a été utilisée par Staline à partir de 1941, notamment lors de sa participation à la conférence de Yalta et à la conférence de Téhéran. Elle a été envoyée au musée après avoir été récupérée d'une gare de triage de Rostov-sur-le-Don en 1985.

## Réorganisation prévue
Au lendemain de la guerre d'Ossétie du Sud de 2008, le 24 septembre 2008, le ministre géorgien de la Culture, Nikoloz Vatcheichvili, a annoncé que le musée Staline serait réorganisé pour devenir le musée de l'agression russe. Ces dernières années, une banderole était placée à l'entrée indiquant : « Ce musée est une falsification de l'histoire. C'est un exemple typique de la propagande soviétique et il tente de légitimer le régime le plus sanglant de l'histoire. ». Cependant, à partir de 2017, la bannière a été supprimée.
Le 20 décembre 2012, l'assemblée municipale de Gori a voté contre les projets de modification du contenu du musée.

## Galerie

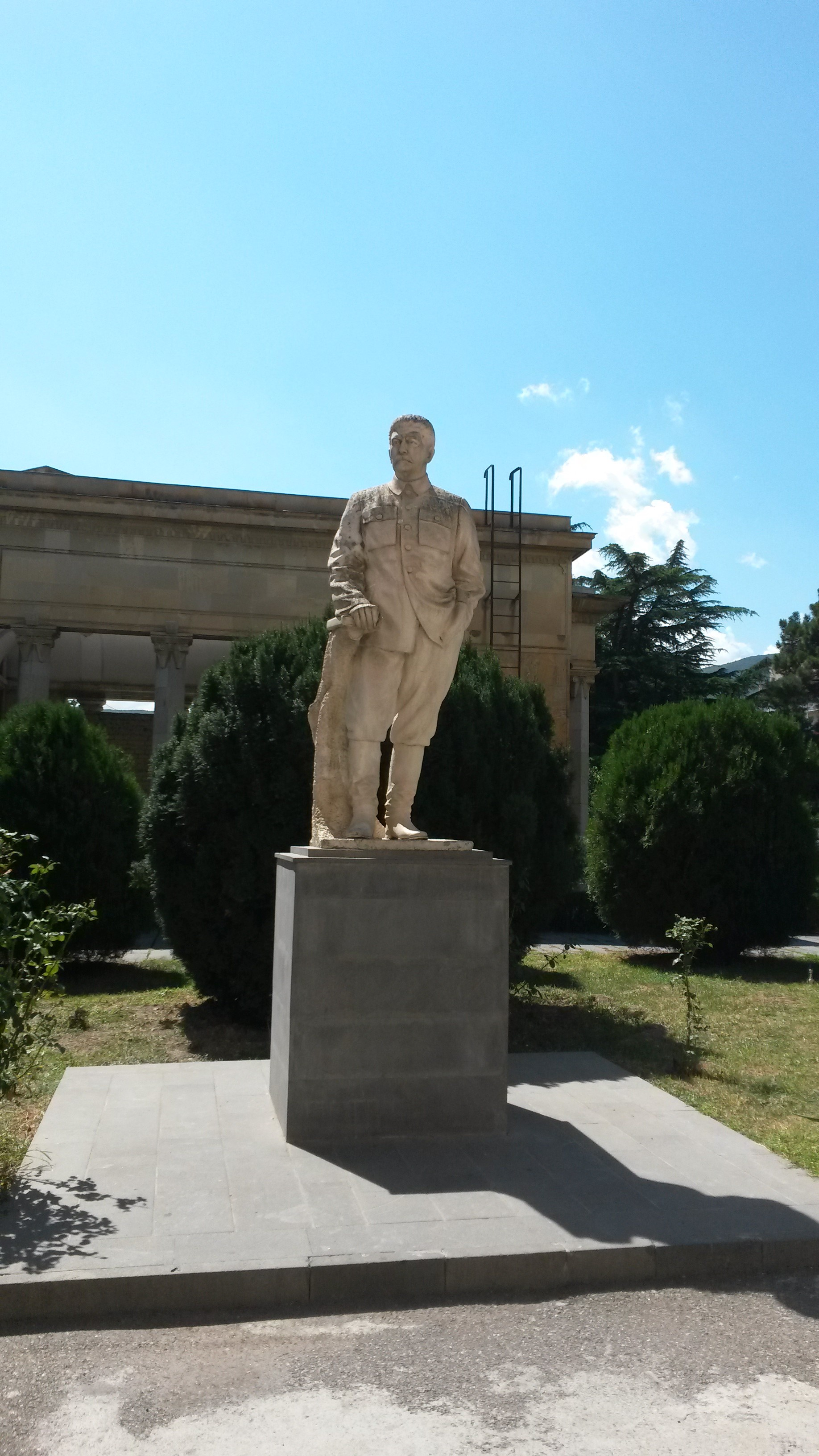
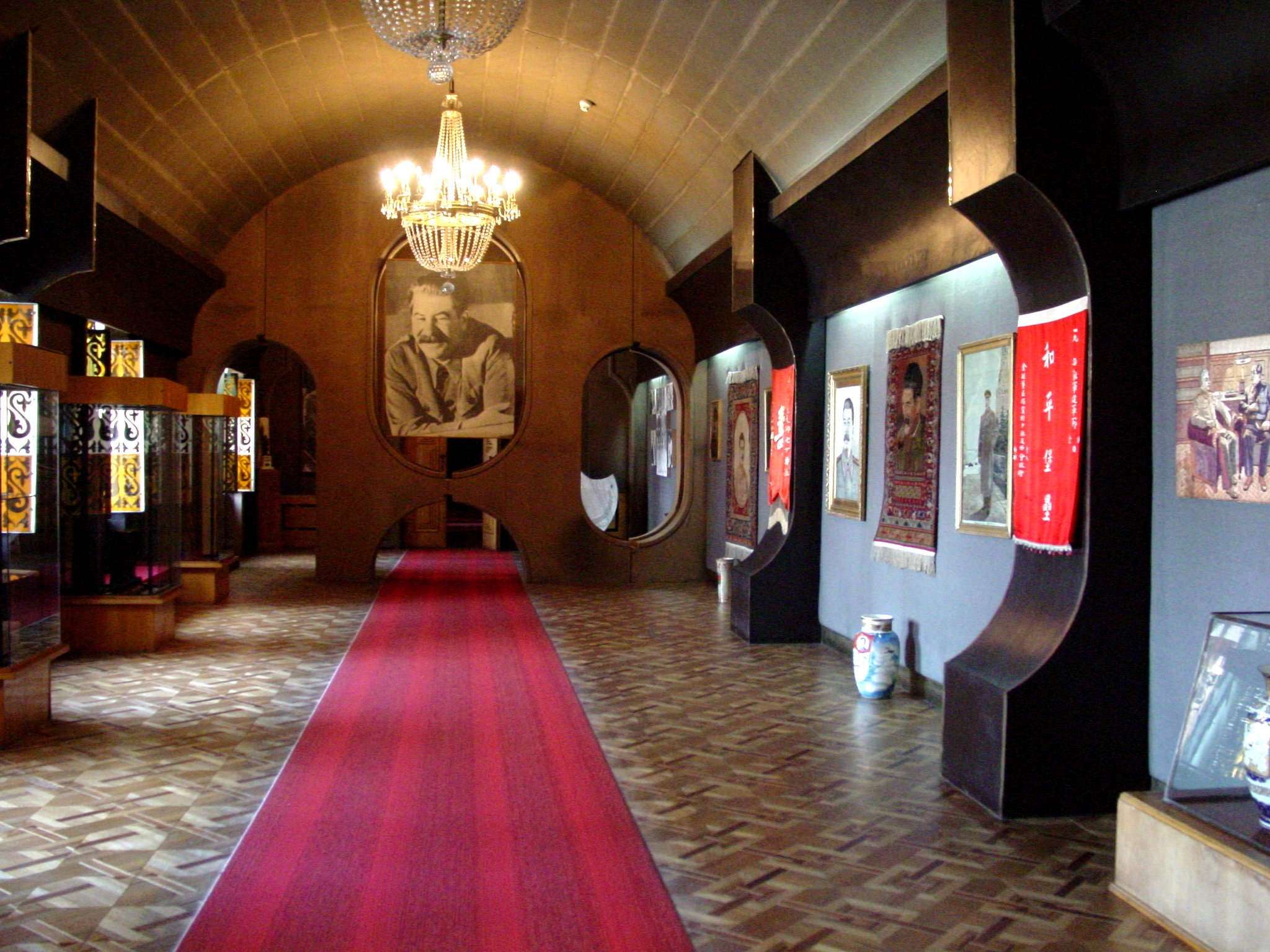
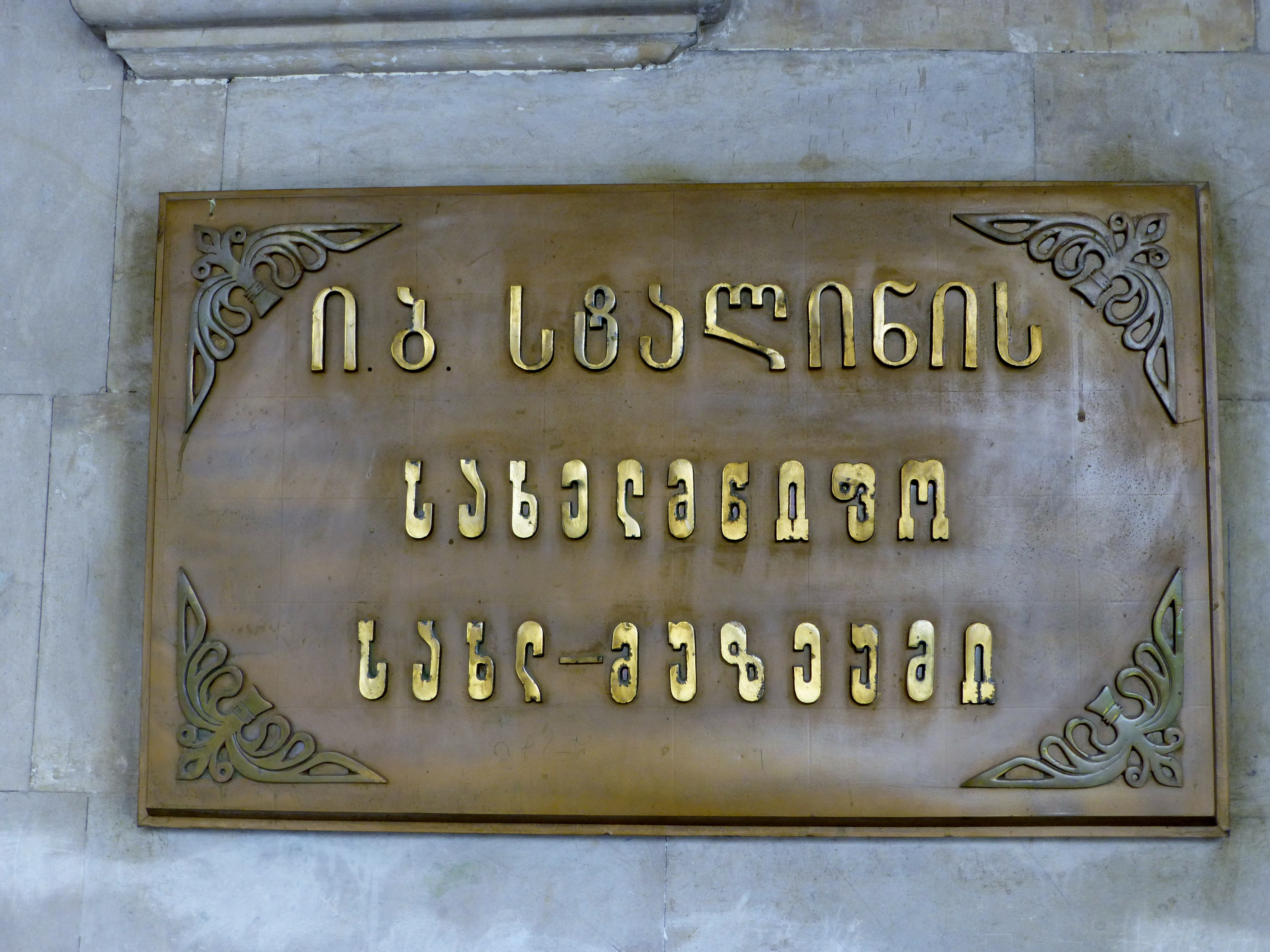
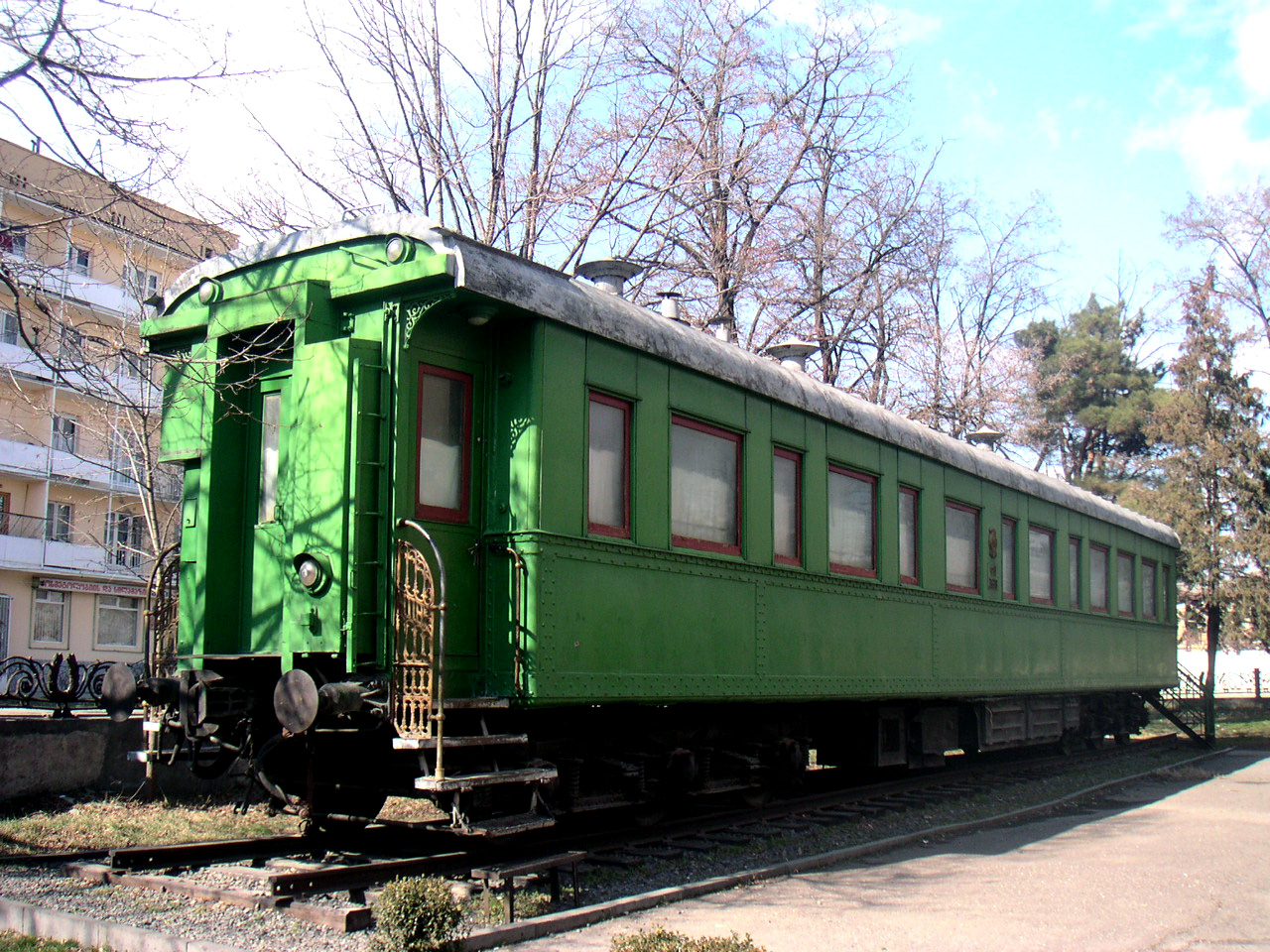
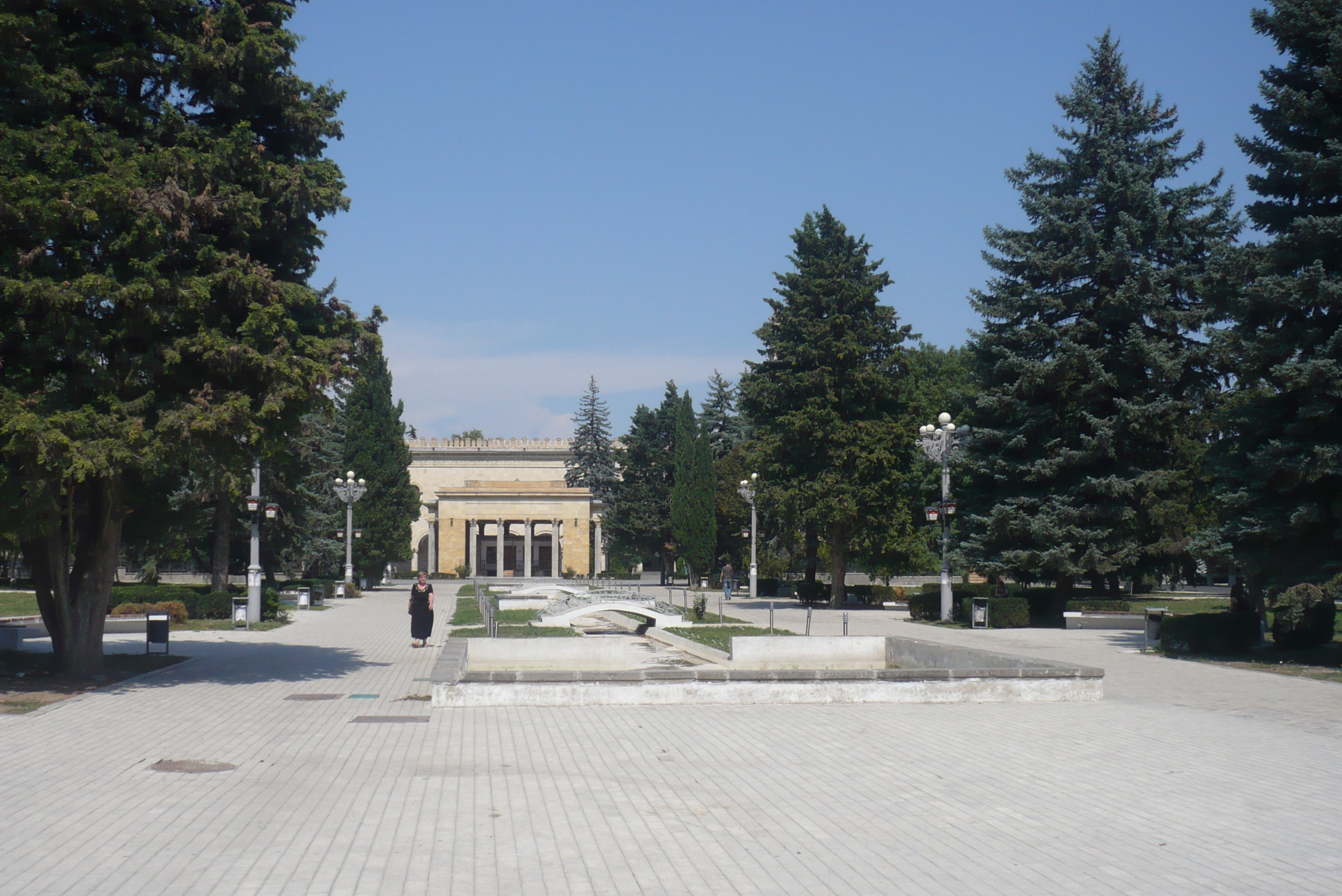
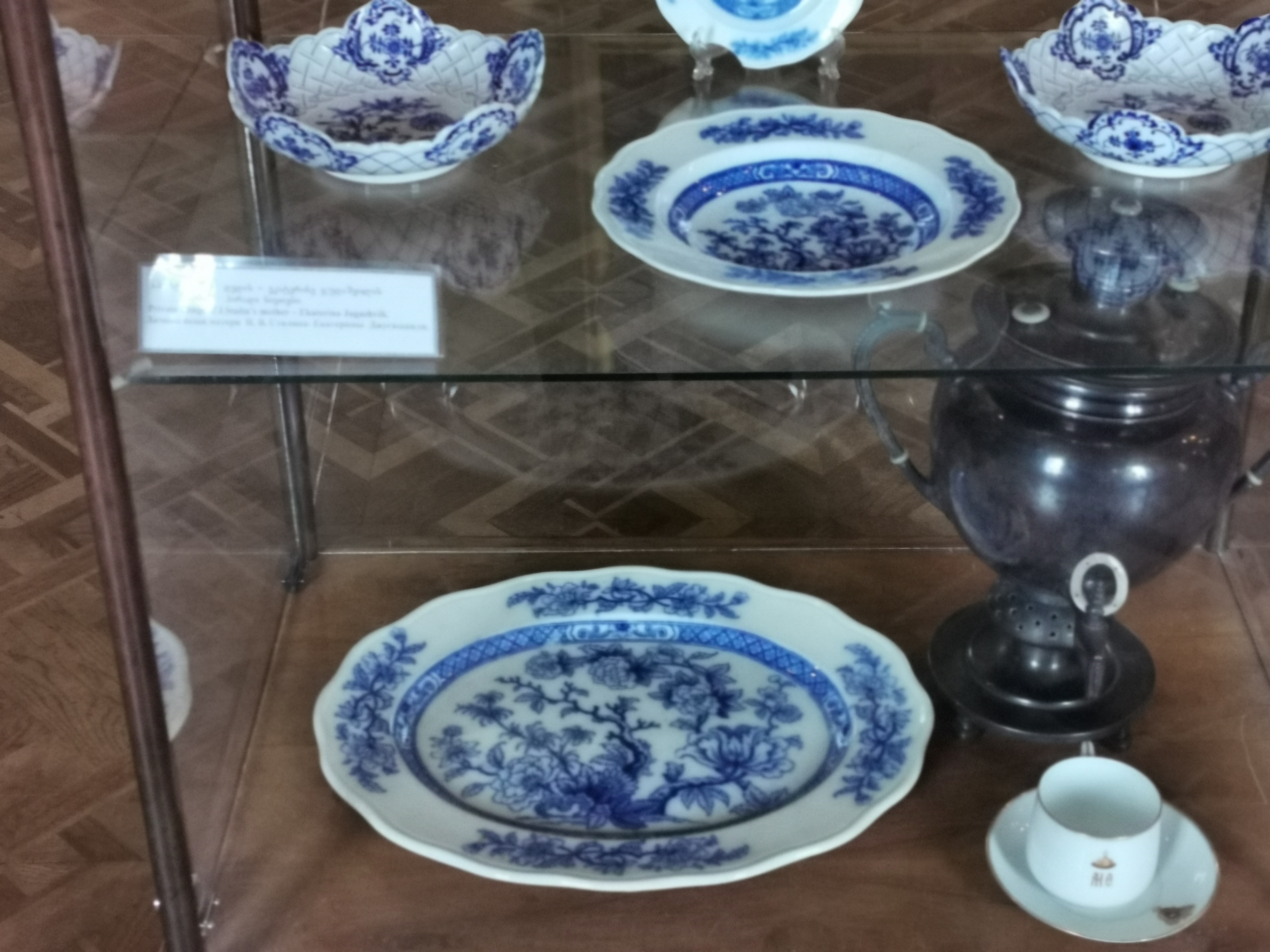
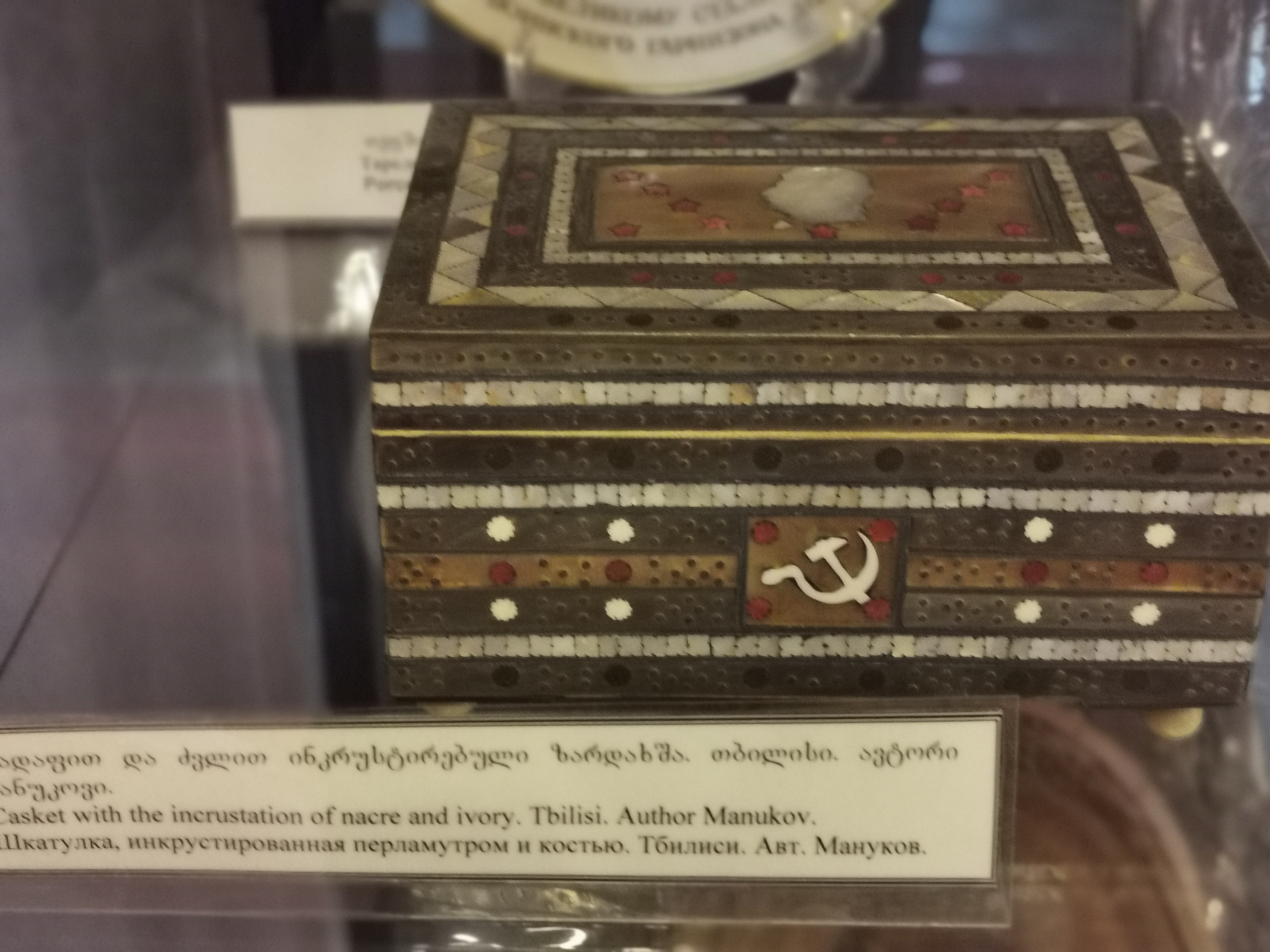
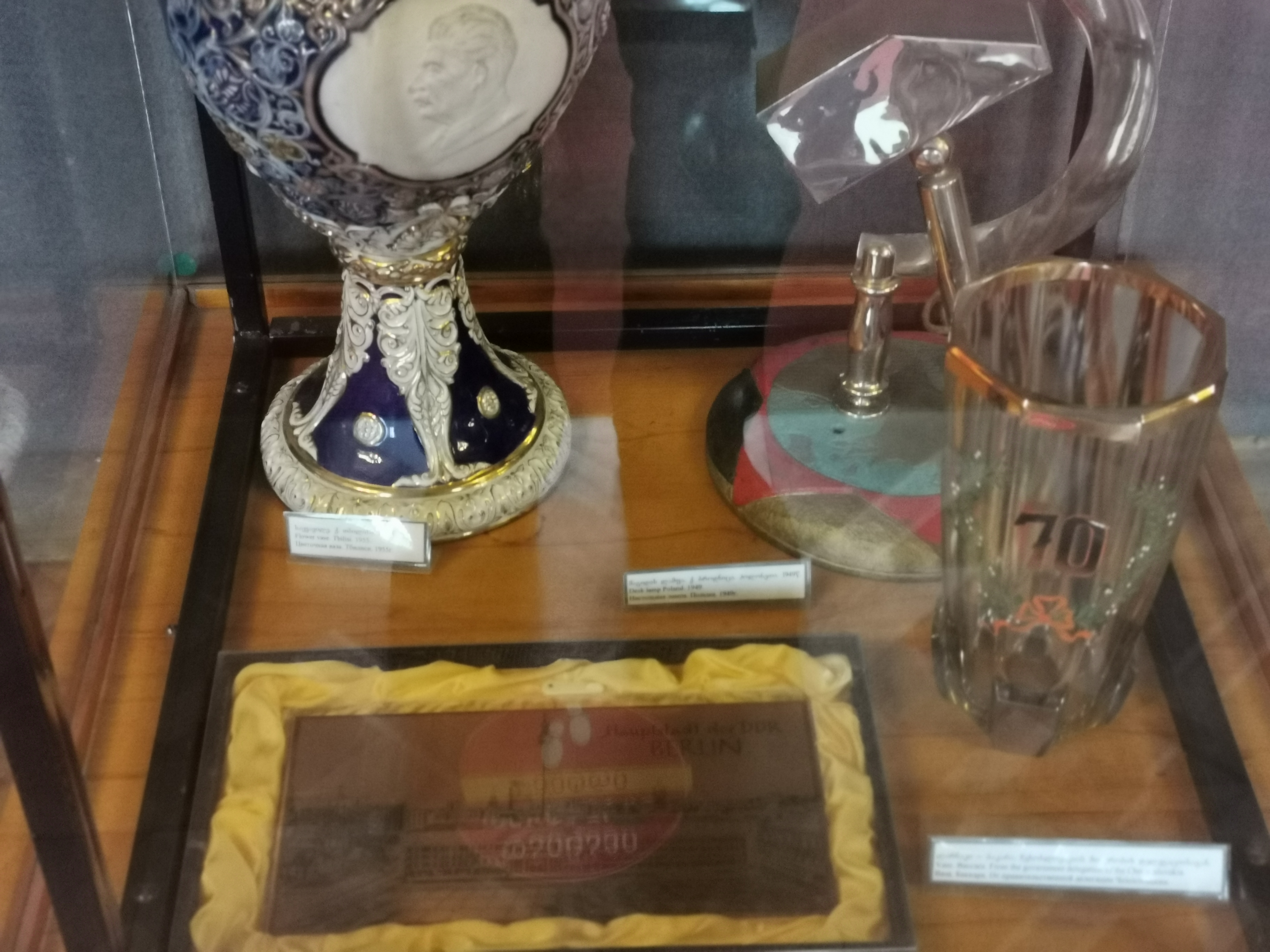
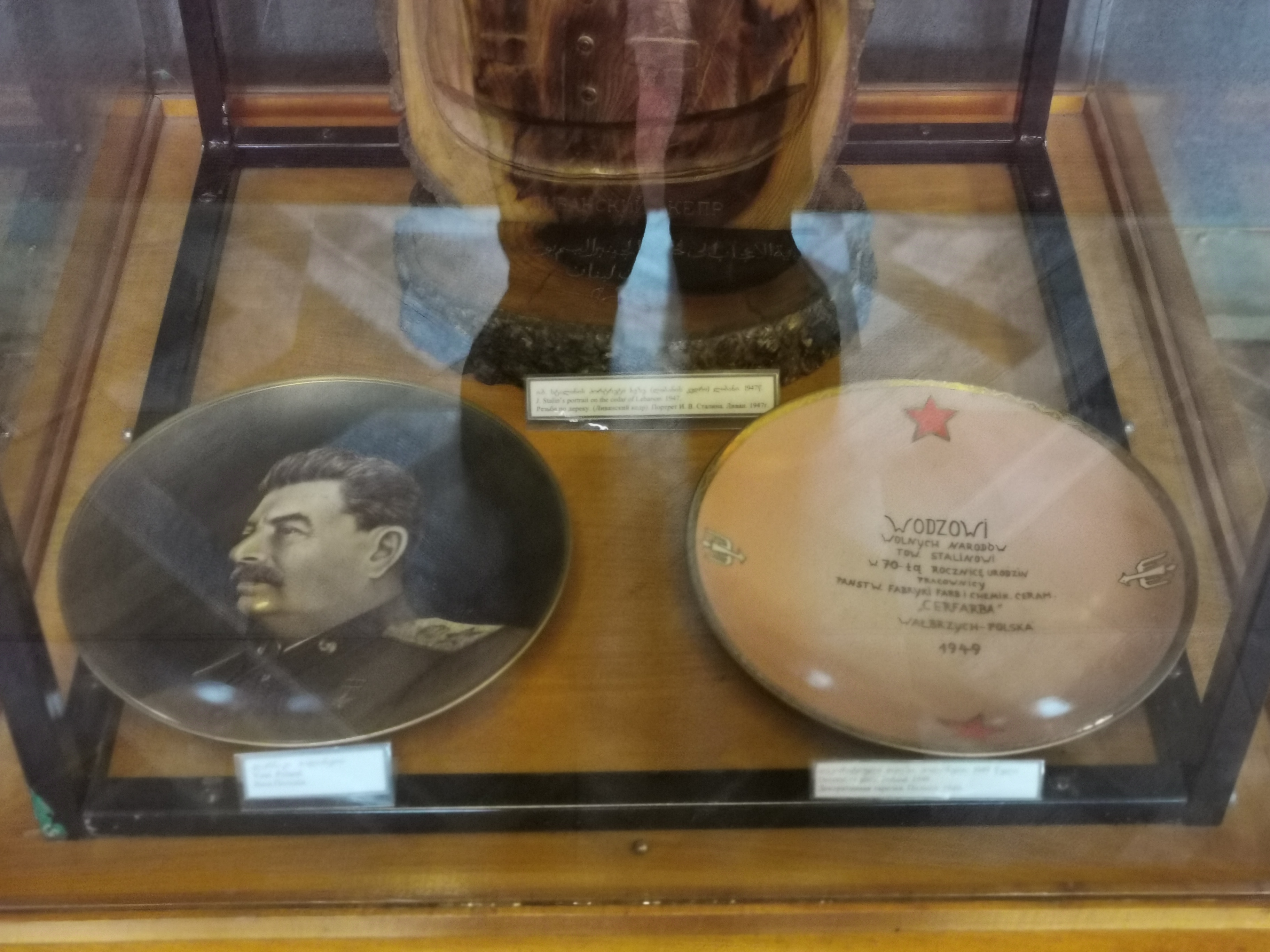
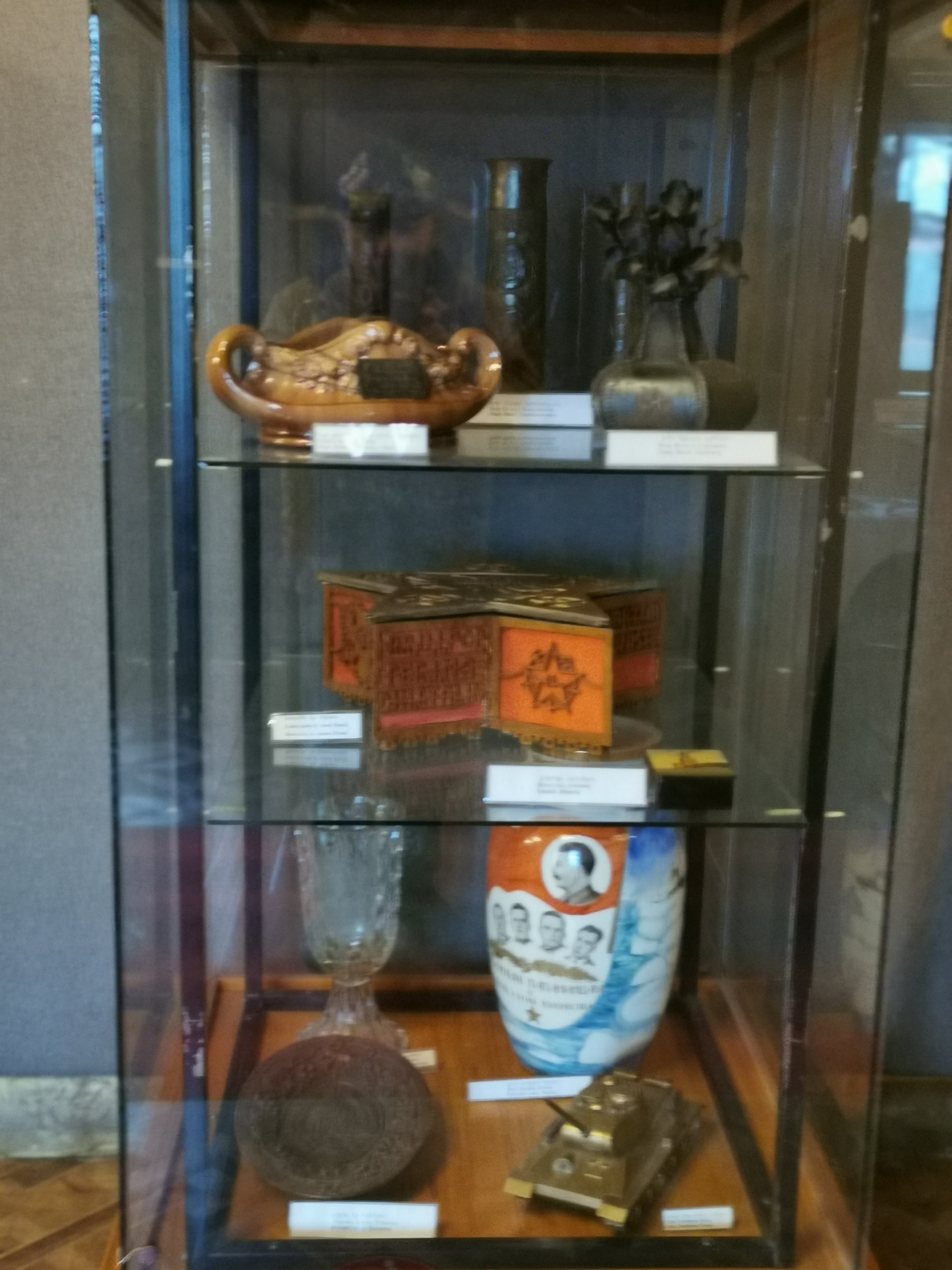